# Fontaine-Couverte
Fontaine-Couverte é uma comuna francesa na região administrativa da Pays de la Loire, no departamento de Mayenne. Estende-se por uma área de 21,65 km². Em 2010 a comuna tinha 445 habitantes (densidade: 20,6 hab./km²).